# Gesico
Gesico (Gèsigu in sardo) è un comune italiano di 707 abitanti della città metropolitana di Cagliari, nella subregione della Trexenta.

## Storia
Area abitata fin dall'epoca nuragica per la presenza nel territorio di alcuni nuraghi, nel medioevo appartenne al Giudicato di Cagliari e fece parte della curatoria di Siurgus. Alla caduta del giudicato (1258) fu conquistato dai pisani sotto il dominio della famiglia dei conti della Gherardesca, e poi, intorno al 1324, passò agli Aragonesi. La villa, che aveva inviato i suoi rappresentanti al parlamento convocato dal re d'Aragona Pietro IV il cerimonioso a Cagliari nel 1355, divenne sotto gli aragonesi un feudo e per un certo tempo fu posseduto dalla famiglia Carroz. Nel 1368 fu feudo dei Puyalt, quindi dei d’Eril e dei Sanna e, nel XVIII secolo, venne compresa nel marchesato di San Tomaso, feudo prima dei Cervellon, e poi dei Nin Zatrillas, ai quali fu riscattato nel 1839 con la soppressione del sistema feudale.

### Simboli
Lo stemma e il gonfalone sono stati concessi con decreto del presidente della Repubblica del 3 febbraio 1998.
Lo stemma è d'azzurro, alla fascia di rosso, accompagnata da sei spighe di grano, impugnate, d'oro, tre in capo e tre in punta.
Il gonfalone è un drappo di rosso.

## Monumenti e luoghi d'interesse

### Architetture religiose
Tra i luoghi di interesse presenti nel territorio di Gesico si segnalano:
- la chiesa parrocchiale di Santa Giusta
- la chiesa di Santa Maria d'Itria
- la chiesa di Sant'Amatore
- la chiesa campestre di San Mauro
- la chiesa di Santa Lucia
- la chiesa di San Sebastiano

## Società

### Evoluzione demografica
Abitanti censiti

### Lingue e dialetti
La variante del sardo parlata a Gesico è il campidanese occidentale.

## Infrastrutture e trasporti

### Ferrovie
A circa tre chilometri a sud-est del centro abitato è presente la stazione di Gesico, situata lungo il tracciato della ferrovia Cagliari-Isili: lo scalo è collegato da relazioni (espletate dall'ARST) aventi termine a Monserrato a sud ed a Mandas e Isili a nord.